# Cista Provo
Cista Provo je vesnice a opčina spadající pod Splitsko-dalmatskou župu (jižní Chorvatsko). Žije zde 3 674 obyvatel a skládá se ze 6 obcí, v samotné vesnici Cista Provo žije 526 obyvatel. Vesnice leží v nadmořské výšce 260 m n. m. na spojnici silničních tahů č. 39 a 60.